# Óxido de plomo(II)
El óxido de plomo (PbO), de color amarillo, Pb3O4 (óxido doble de plomo(II) y plomo(IV), de color rojo), es el compuesto inorgánico con la fórmula molecular PbO. PbO2 se presenta en dos  polimorfos: Litargirio que tiene un estructura de cristal tetragonal, y Masicotita que tiene un estructura cristalina ortorrómbica. Las aplicaciones modernas de PbO2 se encuentran principalmente en cerámicas industriales vidrio de plomo basadas en plomo y cerámicas industriales, incluidos los componentes informáticos. Es un óxido anfótero. Es utilizado comúnmente en  industria química y en cerámica y como sellador e gas. 

## Preparación
El PbO puede ser preparado calentando plomo metálico en aire a unos 600 °C. A esta temperatura es también el producto final de la oxidación de otros óxidos de plomo al ser expuestos al aire.:
PbO2 –(293 °C)→ Pb12O19 –(351 °C)→ Pb12O17 –(375 °C)→ Pb3O4 –(605 °C)→ PbO
la descomposición térmica del Nitrato de plomo (II) o carbonato de plomo también produce PbO:
2 Pb(NO3)2   →   2 PbO2  +  4 NO2  +  O2
PbCO3  →  PbO  +  CO2
El PbO es producido en gran escala como producto intermedio en el refinado de mineral de plomo para obtener plomo metálico. El mineral generalmente usado es galena (PbS). A temperatura elevada (1400 °C) y con coque como combustible, el sulfuro se convierte en óxido:
PbS + 1.5 O2 → PbO + SO2
El plomo metálico se obtiene reduciendo el PbO con monóxido de carbono a unos 1200 °C:
PbO +  CO  →  Pb + CO2